# Popek
Paweł Ryszard Mikołajuw (Legnica, Polonia, 2 de diciembre de 1978),  también conocido como Popek Monster o Dziecko wojny, es un rapero y luchador de artes marciales mixtas polaco aunque radicado en Londres. En el pasado pasó siete años en prisión. En 2001, se incorporó y cofundó la banda Gang Albanii. Cuenta con tres discos como solista y 5 álbumes con la banda Firma, con la que actuaba de vez en cuando. El álbum Monster (2013) fue disco de oro en Polonia, Eslovaquia y República Checa.
En 2008, los británicos lucharon ocho peleas de MMA federación, dos de ellos ganaron la derrota final tercera. Después de los disturbios que tuvieron lugar después de la pelea fue suspendido de participar en los combates.